# Vladimir Chervakov
Vladimir Chervakov, född 6 januari 1944 i Ryssland, är en rysk-svensk konstnär.
Chervakov studerade konst vid Leningrads konsthögskola. Han lämnade Sovjetunionen 1971 och bosatte sig i Sverige 1972. Separat ställde han ut på Gallerie Bengtsson i Stockholm 1972 och har därefter ställt ut separat ett flertal gånger på olika platser i landet och utomlands, han medverkade i utställningen International Art Expo i Sollentuna 1980 och i en mängd samlingsutställningar med bland andra Konstfrämjandet, Svenska Konstnärernas Förening, Liljevalchs vårsalong, Musée National de Monaco 1986, Galleri Kavaletten Uppsala 1985 och 1988, Seoul Fine Art Museum 2004, Husby Konsthall 2012, Österåkers konstförening 2015, etcetera.
Vladimir Chervakov är representerad vid Statens konstråd, Sveriges allmänna konstförening, Museum of Outsider Art i Moskva, Museum of Naive and Marginal Art i Jagodina, Serbien, Surgut Art Museum i Surgut, Ryssland, Modesto Art Museum, USA, Jaroslav Art Museum i Ryssland, New Hampshire Institute of Art (NHIA) i USA, MAN Musée d'Art Naif i Frankrike, Museum of Bad Art (MOBA) i Boston, USA, Oxfordshire Museum i Storbritannien, Museo De Arte Cañadense i Cañada de Gómez, Argentina, Sollentuna kommun, Huddinge kommun, Simrishamns kommun, Halmstads kommun, Tibro kommun med flera. Han erhöll Bildkonstnärsfondens arbetsstipendier 1989, 1991 samt 1994, Sollentuna kommuns kulturstipendium 1987 och Svenska Konstnärernas Förenings stipendium 1991.